# A máltai sólyom (film, 1941)
A máltai sólyom (eredeti cím: The Maltese Falcon) 1941-ben bemutatott amerikai bűnügyi film John Huston rendezésében, ami egyben első rendezői munkája is. A film Roy Del Ruth 1931-es A máltai sólyom c. filmjének remake-je. Mindkét alkotás történetének alapjául Dashiell Hammett azonos című regénye szolgált. A produkciót Roger Ebert filmkritikus minden idők egyik legjobb filmjének nevezte, az Entertainment Weekly szerint a film noir műfaj első jelentősebb darabja.
A filmet 1989-ben Amerikai Egyesült Államok Nemzeti Filmmegőrzési Bizottsága beválasztotta a Nemzeti Filmarchívumba.

## Történet
San Franciscóban Sam Spade magándetektív (Humphrey Bogart) és Miles Archer (Jerome Cowan) találkozik a leendőbeli ügyfelükkel, Ruth Wonderlyvel (Mary Astor). A nő az elveszett nővérét keresi, aki egy Floyd Thursby nevű férfi befolyása alatt állt. Wonderly találkozni akar a férfivel, abban a tudatban, hogy a testvére vele lesz. Archer felajánlja, hogy követi azon az éjszakán, és segít megtalálni a nővérét, de az este lelövik. Spade találkozik a gyilkossági osztályon Tom Polhaus őrmesterrel (Ward Bond), és utána felhívja Wonderly hotelét, de addigra a nő már kijelentkezett. Később Spade-et meglátogatja a lakásán Polhaus őrmester és Dundy hadnagy (Barton MacLane), akitől megtudja, hogy azon a bizonyos estén a társán kívül Thursbyt is meggyilkolták. Dundy azt feltételezi, hogy Spade-nek volt lehetősége és motivációja is elkövetni mindkét bűncselekményt, mert viszonya volt Archer feleségével (Gladys George).
A következő reggel Spade találkozik Wonderlyvel, és a nő felfedi az eredeti nevét: Brigid O'Shaughnessy. Bevallja, hogy Thursby a szeretője volt, és valószínűleg ő lőtte le Archert, de arról nincs tudomása, hogy ki ölhette meg Thursbyt. Spade beleegyezik, hogy kideríti a gyilkosságok hátterét. Később az irodájában találkozik Joel Cairóval (Peter Lorre), aki 5 ezer dollárt ajánl fel, hogy találjon meg egy fekete madárszobrot, majd egy pisztolyt húz elő, hogy átkutassa az irodát, de Spade-nek sikerül leütnie és elvenni a fegyverét. Mikor Cairo magához tér, Spade visszaadja a pisztolyát, és megengedi, hogy átnézze az irodáját. Az este folyamán Spade elmeséli a Cairóval való esetét O'Shaughnessynek, aki idegessé válik. Mikor később Cairo megjelenik a lakásán, Spade-nek világos lesz, hogy a férfi és O'Shaughnessy meglehetősen jól ismerik egymást.
Reggel Spade elmegy Cairo hotelébe, ahol észreveszi Wilmert (Elisha Cook Jr.), egy fiatal orgyilkost, aki már korábban követte őt, és átad egy üzenetet a főnökétől Kasper Gutmantől (Sydney Greenstreet). Spade találkozik Gutmannel, aki a Sólyomról kezd beszélni, majd 50 ezer dollárt ajánl érte, a felét előlegben, a másik felét, ha megvan a madár. Ezután italába kevert altató miatt Spade az eszméletét veszti, Gutman, Wilmer és Cairo – akik egy másik szobában voltak – elhagyják a helységet.
Mikor Spade magához tér, a zakójában talál egy újságot a La Paloma teherhajó érkezési időpontjával. Elmegy a kikötőbe, de lángokban találja a hajót, ezért visszatér az irodájába. Egy robbanásban sebesült férfi (Walter Huston) tántorog Spade felé, a kezében egy újságpapírba csomagolt tárggyal, majd meghal. A halott ember a zsebében talált irattárcája szerint Jacoby kapitány a La Paloma hajóról. Az újságpapír pedig a máltai sólymot rejti.
Megszólal a telefon. O'Shaughnessy megadja a címét, majd felsikolt, mielőtt befejezné a beszélgetést. Spade egy buszpályaudvar csomagmegőrzőjébe rejti a szobrot, majd elmegy a megadott címre, amit üresen talál. Ezután hazatér, ahol a kapualjban észreveszi az elbújó Brigidet. Beveszi a lányt a házba, ahol már Gutman, Cairo és Wilmer várnak rá fegyverrel a kezükben. Gutman ad tízezer dollárt a sólyomért, de Spade azt kéri díjazásul, hogy vállalja el valaki a felelősséget Archer, Thursby és Jacoby kapitány meggyilkolásáért, melyekért a rendőrség őt gyanúsítja. Spade Wilmert javasolja, mivel bizonyára ő ölte meg Thursbyt és Jacobyt. Heves megbeszélés után Gutman és Cairo belemegy, és egy dulakodás során leütik Wilmert. Spade fejében közben összeállnak a részletek, hogy mi történt: Gutman, Cairo, O'Shaughnessy és Thursby is kutattak a szobor után Isztambulban és máshol. O'Shaughnessy elintézte, hogy a sólyom egy Amerikába érkező hajón legyen, Gutman és Cairo nyomon követte, és Thursby feladata volt, hogy ellopja nekik.
Hajnal után Spade felhívja a titkárnőjét, Effie Perrine-t (Lee Patrick), hogy hozza el neki a csomagot. Habár mikor Gutman ellenőrzi a szobrot, rájön, hogy hamis. Azt javasolja Cairónak, hogy térjenek vissza Isztambulba folytatni a keresést. Miután elmennek, Spade felhívja a rendőrséget, és elmondja nekik, hogy hol tudják őket elfogni. Ezután heves veszekedés alakul ki közte és Brigid között, mondván neki, hogy tudja, hogy ő lőtte le Archert, hogy a gyanút Thursbyre terelje. Brigid tisztában van vele, hogy a férfi gyengéd érzelmeket táplál iránta, ezért nem gondolja, hogy feladja a rendőrségnek. Spade viszont mégis megteszi.

## Szereposztás
| Szerep               | Színész            | Magyar hangja (1. szinkron, 1980) |
| -------------------- | ------------------ | --------------------------------- |
| Sam Spade            | Humphrey Bogart    | Mécs Károly                       |
| Brigid O’Shaughnessy | Mary Astor         | Császár Angela                    |
| Iva Archer           | Gladys George      | N/A                               |
| Joel Cairo           | Peter Lorre        | Mikó István                       |
| Kasper Gutman        | Sydney Greenstreet | Gera Zoltán                       |
| Wilmer Cook          | Elisha Cook Jr.    | N/A                               |
| Dundy hadnagy        | Barton MacLane     | Velenczey István                  |
| Tom Polhaus őrmester | Ward Bond          | Koroknay Géza                     |
| Effie Perrine        | Lee Patrick        | Hámori Ildikó                     |
| Miles Archer         | Jerome Cowan       | Dobránszky Zoltán                 |
| Jacoby kapitány      | Walter Huston      | N/A                               |
| Frank Richman        | Murray Alper       | N/A                               |
| Luke                 | James Burke        | Makay Sándor                      |
| Bryan államügyész    | John Hamilton      | Pathó István                      |

## Szereplőválogatás
Huston eleinte óvatos volt a szereplőválogatással, kezdetben nem is Humphrey Bogartot szánta a főszerepre. Hal B. Wallis producer George Raftot javasolta Spade szerepére, de Raft azzal az indokkal utasította vissza a felkérést, hogy nem akart egy tapasztalatlan rendezővel dolgozni. A 42 éves Bogart viszont fel volt villanyozva, hogy egy összetett karaktert formálhat meg, aki becsületes és kapzsi is egyben. Huston roppant hálás volt, hogy Bogart gyorsan igent mondott, és a film egy olyan élethosszan tartó barátságot indított el a rendező és színész között, melynek eredménye A Sierra Madre kincse, a Key Largo és az Afrika királynője is.
A végzet asszonya, Brigid O'Shaughnessy karaktere eredetileg Geraldine Fitzgeraldnak volt fenntartva, de ő egy színházi szerepre hivatkozva visszautasította az ajánlatot. Ezután került a képbe Mary Astor.
A kövér Kasper Gutman szerepére eleinte nehezen találtak színészt, de Wallis felvetette Hustonnak, hogy készítsen próbafelvételt a veterán brit színpadi színésszel, Sydney Greenstreettel, aki még soha nem játszott mozifilmben. A 61 éves és 140 kiló körüli Greenstreet jellegzetes nevetésével, hagymaszerű szemeivel és férfias hangjával teljesen lenyűgözte Hustont.
Egy apró szerepben feltűnik a rendező édesapja, Walter Huston is. Az idősebb Huston kikötötte Jack Warnernek, hogy egy fillért se fog elfogadni azért a kis szerepért, amiben az általa megformált Jacoby kapitány betántorog Spade irodájába.

## Előkészületek
Az elsőfilmes Huston már a forgatókönyv megírásának nagy figyelmet szentelt. Minden egyes jelenethez külön instrukciókat fűzött, hogy a forgatás gördülékenyen és profi módon zajljon. Akár Alfred Hitchcock, Huston is azt az elvet vallotta, hogy filmezés egy ütemterv alapján haladjon és, hogy minden módszeresen meg legyen tervezve annak érdekében, hogy ne lépjék át a költségvetést.
Néhány kültéri éjszakai jelenet kivételével Huston a cselekmény menetében forgatta a filmet, ami nagyban megkönnyítette a színészek munkáját. A forgatás annyira simán haladt, hogy a stábnak egymásra is volt ideje. Huston elvitte Bogartot, Astort, Bondot, Lorret és a többieket a Lakeside Golf Clubba, ahol munka fáradalmait pihenték ki az úszómedencével, vacsorákkal, italokkal és éjfélig tartó beszélgetésekkel bármiről, kivéve a filmet.
Hustont figyelmeztették, hogy tartózkodjon a túlzott alkoholfogyasztás ábrázolásától, de ő úgy védekezett, hogy Spade alapból olyan típusú férfi, aki napi fél liter tömény szeszt megiszik, ezért úgy ábrázolni, mint aki teljesen tartózkodik az alkoholtól a karakter meghamisítását jelentené.

## Oscar-jelölések
- Oscar-díj (1942)
  - jelölés: legjobb film
  - jelölés: legjobb férfi mellékszereplő – Sydney Greenstreet
  - jelölés: legjobb adaptált forgatókönyv – John Huston

## Fordítás
- Ez a szócikk részben vagy egészben  a   The_Maltese_Falcon (1941 film) című angol Wikipédia-szócikk fordításán alapul.  Az eredeti cikk szerkesztőit annak laptörténete sorolja fel. Ez a jelzés csupán a megfogalmazás eredetét és a szerzői jogokat jelzi, nem szolgál a cikkben szereplő információk forrásmegjelöléseként.